# AASI Jetcruzer 500 P
Der AASI Jetcruzer 500 ist ein Flugzeug des amerikanischen Herstellers AASI aus Long Beach, Kalifornien. Es handelt sich um ein sechssitziges, einmotoriges Geschäftsreiseflugzeug. Als Besonderheiten sind die Auslegungen als Entenflugzeug und der Druckpropeller zu sehen. Die Seitenruder befinden sich an den Enden der Tragfläche. Durch den weit hinten liegenden Tragflügel laufen keine störenden Holme durch die Passagierkabine. Unter dem Heck der Maschine befindet sich eine Stabilisierungsflosse. Die Maschine verfügt über eine Druckkabine. Das Bugrad-Fahrwerk ist einziehbar. Der Rumpf besteht aus Verbundmaterial, die Tragflächen aus Aluminium.
Die Maschine beruht in ihrer Konstruktion auf der AASI Jetcruzer 450. Der erste Prototyp war eine um 25 cm verlängerte Jetcruzer 450. Der Erstflug dieses Typs erfolgte am 22. August 1997. Eine gegenüber dem Ursprungstyp wesentlich vergrößerte Antriebsleistung garantiert ansprechende Flugleistungen. Aufgrund der Entenflugzeugauslegung kann auf Landeklappen verzichtet werden. Wie auch die Jetcruzer 450 gilt die Jetcruzer 500 als trudelsicher.
Eine weitere Jetcruzer 450 wurde für Flugversuche umgebaut und eine neue Jetcruzer 500 hergestellt. Trotz angeblich vorliegender Bestellungen über insgesamt 197 Maschinen wurde die Serienfertigung nicht aufgenommen. Der Stückpreis für das Grundmodell sollte bei 1.495.000 US-$ liegen (2001).

## Technische Daten
| Kenngröße                 | Daten                                                                                               |
| ------------------------- | --------------------------------------------------------------------------------------------------- |
| Besatzung                 | 1                                                                                                   |
| Passagiere                | 5                                                                                                   |
| Länge                     | 9,20 m                                                                                              |
| Spannweite                | 12,86 m                                                                                             |
| Spannweite Entenflügel    | 5,77 m                                                                                              |
| Höhe                      | 2,13 m                                                                                              |
| Flügelfläche              | 17,8 m²                                                                                             |
| Flügelstreckung           | 9,3                                                                                                 |
| Flügelfläche Entenflügel  | 1,8 m²                                                                                              |
| Nutzlast                  | |
| Leermasse                 | 1397 kg                                                                                             |
| max. Startmasse           | 2495 kg                                                                                             |
| Reisegeschwindigkeit      | |
| Höchstgeschwindigkeit     | 593 km/h                                                                                            |
| Dienstgipfelhöhe          | 9144 m                                                                                              |
| anfängliche Steigleistung | 17,8 m/s                                                                                            |
| Reichweite                | 3013 km                                                                                             |
| Triebwerke                | 1 × Propellerturbine Pratt & Whitney Canada PT6A-66A, 1200 kW (1572 PS), 5-Blatt-Hartzell-Propeller |